# Lachesis Tessera
La Lachesis Tessera è una formazione geologica della superficie di Venere.
Prende il nome da Lachesi, la parca che srotolava lo stame della vita.